# ترگلونو
ترگلونو (به فرانسوی: Tréglonou) یک کمون در فرانسه است که در Canton of Lannilis واقع شده‌است.

## خصوصیات
ترگلونو ۵٫۸۵ کیلومترمربع مساحت و ۵۸۹ نفر جمعیت دارد.